# Júlia spanyol királyné
Marie Julie Clary (Marseille, 1771. december 26. – Firenze, 1845. április 7.) 
Ír felmenőkkel is rendelkező édesapa, François Clary és második felesége, Françoise Rose Somis harmadik leányaként és hetedik gyermekeként. Apja gazdag selyemgyártó és kereskedő volt. A szülők 1759. június 26-án házasodtak össze. Három féltestvére volt apja előző házasságából: Marie-Jeanne, Marie Thérèse Catherine és Étienne François. Julie-nak nyolc édestestvére volt: József Miklós, Honóriusz, Mária Anna Rózsa, Marcell, Jusztin, Katalin, Baziliusz és Dezideráta.
Apai nagyszülei: Joseph Clary és Françoise Agnès Ammoric 
Anyai nagyszülei: Joseph Ignace Somis és Catherine Rose Soucheiron
Julie húga, a nála hat évvel fiatalabb Dezideráta Svédország és Norvégia királynéja lett, férje, Jean Bernadotte tábornok trónra lépésével, 1818. február 5-én. XIV. Károly János néven férjét 1818. május 11-én megkoronázták svéd uralkodóként, norvég királyként pedig 1818. szeptember 7-én, megalapítva ezzel egy új dinasztiát, a Bernadotte-házat, mely ott mind a mai napig kormányoz. Deziderátát csak 1829. augusztus 21-én koronázták királynévá. 
Julie 1794. augusztus 1-jén hozzáment a nála három évvel idősebb ügyvédhez, Joseph Bonaparte-hoz, a leendő I. Napóleon francia császár fivéréhez. 1797-ben követte hitvesét Itáliába, azon belül Rómába, ahová annak diplomata megbízatása szólította őket. 1800-ban aztán Párizsban telepedtek le. Frigyük 49 évig tartott, melyből három leány született, Júlia Jozefin, Letícia és Sarolta. (Júlia csak 15 hónapot élt.) 1804-ben Julie sógora, Napóleon lett Franciaország császára, így Joseph-ből 1806. március 30-án Nápoly királya lett, Julie pedig királyné. Julie állítólag képtelen volt követni a császári udvari etikett szabályait. Szeretett visszavonultan, családja körében élni mindennapjait, Mortefontaine kastélyában, melyet 1800-ban vásárolt meg. Az épphogy csak trónra kerülő Józsefnek rögtön egy felkeléssel kellett leszámolnia, ugyanis egész addig a Bourbon-ház uralkodott Nápolyban. I. Napóleon Julie-t kérte meg, hogy utazzon férje után Nápolyba, hogy támogassa őt azokban a nehéz időkben. 1808. június 6-án végül elűzték őket trónjukról. A korabeli beszámolók ezt írták távozásukról: ,, A király úgy érkezett hozzánk, mint egy uralkodó, s úgy távozik, mint egy briganti, a királyné viszont rongyokban érkezett, ám uralkodóként távozik tőlünk."
1808-ban I. Napóleon fivérére ruházta a spanyol királyi címet is, tehát Julie ott is királyné lehetett. (Julie volt az első a spanyol történelemben, aki nem nemesi származású hölgyként lett királyné.) Julie nem követte férjét Spanyolországba, inkább szeretett kastélyában maradt, Mortefontaine-ban, s közben folyamatosan informálták őt Joseph félrelépéseiről.  
Julie hatékonyan támogatta férjét politikai tekintetben is, ugyanis rendszeresen levelezett Joseph-fel, mely során tájékoztatta őt I. Napóleon Spanyolországgal kapcsolatos terveiről is. Továbbá tanácsokat adott hitvesének, hogy milyen intézkedések szükségesek Spanyolországban, a trón megóvása érdekében, mind pénzügyi, mind pedig hadi szempontból, ugyanis tisztában volt vele, hogy Napóleon sosem fogja engedni Spanyolország elszakadását a Francia Császárságtól. Julie-t csak úgy emlegették a spanyol alattvalók, hogy: „a távoli királyné”. 1813 júniusában Spanyolországból is elűzték az uralkodópárt, ugyanis 1813. június 21-én Napóleon csapatai vereséget szenvedtek Vitoriánál (Spanyolország). A háború közben Julie Mortefontaine-ban menedéket nyújtott húgának, Deziderátának, aki akkor még csak Svédország koronahercegnéje volt, ugyanakkor Franciaország ellensége is. Szintén oda menekült Württembergi Katalin is, aki Vesztfália királynéja volt, s egyben Jérôme Bonaparte felesége, azaz I. Napóleon sógornője.
I. Napóleon első bukása után Julie vett egy házat Svájcban, Prangins kastélyát, a Léman tó közelében. A Bonaparte család egyéb tagjai is menekülni kényszerültek. 1816-ban Julie húga, Dezideráta hercegné felajánlotta az asszonynak, hogy testvére költözzön hozzá Svédországba, pedig tisztában volt vele, hogy ez majd felháborodást vált ki a nép szemében, mivel a francia uralkodócsalád ellenségük volt akkoriban. Julie végül nem utazott el a húgához. Joseph az USA-ban, New Jersey államban vett egy birtokot, a Delaware folyó közelében, abból a pénzből, amit abból szerzett, hogy eladta a Madridból való menekülésekor elhozott festményeket, melyek kastélyok, kolostorok, paloták falait díszítették. Julie Frankfurtba távozott két leányával, ahol hat évet töltött. Ezalatt egyszer sem találkozott Amerikában letelepedő férjével.
Miután I. Napóleon második visszatérési kísérlete is meghiúsult a trónfosztása után, Julie és Joseph is száműzetésbe kényszerültek. Ezután már külön éltek a férjével, s Julie 1821-ben előbb Brüsszelben, majd pedig Firenzében telepedett le. 1823-ban húga, Dezideráta királyné kérésére Svédországba költözött. 1840-ben visszatért férjéhez, Firenzébe. Joseph 1844. július 28-án 76 évesen elhunyt, Julie pedig nyolc hónap múlva, 1845. április 7-én követte őt a halálba, 73 esztendősen. Leírások szerint bájos, csöndes, tiszteletre méltó, békés és nagyon kedvelhető személyiség volt. 
Legkisebb lányuk, Sarolta már 1839-ben, 36 évesen elhunyt, első gyermeke világra hozatala során, gyermekével együtt. 1826-tól 1831-ig volt Napóleon Lajos berg-klevei nagyherceg (I. Napóleon öccse, Lajos és I. Napóleon mostohalánya, Beauharnais Hortenzia fia) felesége. Szülei mellett nyugszik, a Santa Croce Bazilikában, Firenzében. 1822-ben Julie idősebb lánya, Letícia hozzáment Charles Lucien Bonaparte-hoz, Canino és Musignano 2. hercegéhez, Lucien Bonaparte fiához. (Lucien I. Napóleon francia császár testvére volt.) Házasságukból 12 gyermek származott, József, Gertrúd, Lajos, Júlia, Sarolta, Stefánia, Jozefin, Auguszta, Napóleon, Aloïse, Mária és Károly.